# Comparettia
Comparettia är ett släkte av orkidéer. Comparettia ingår i familjen orkidéer.

## Bildgalleri

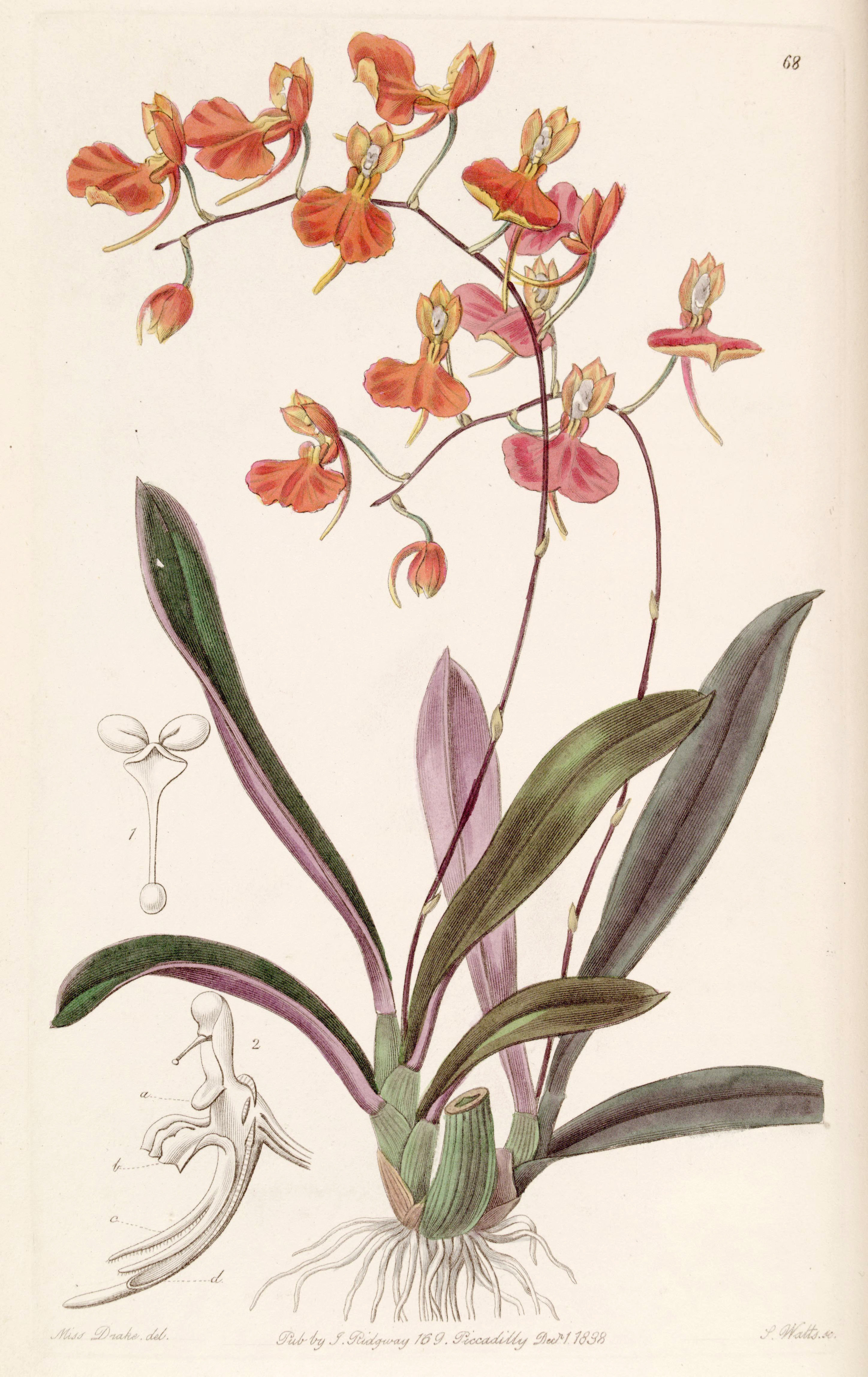
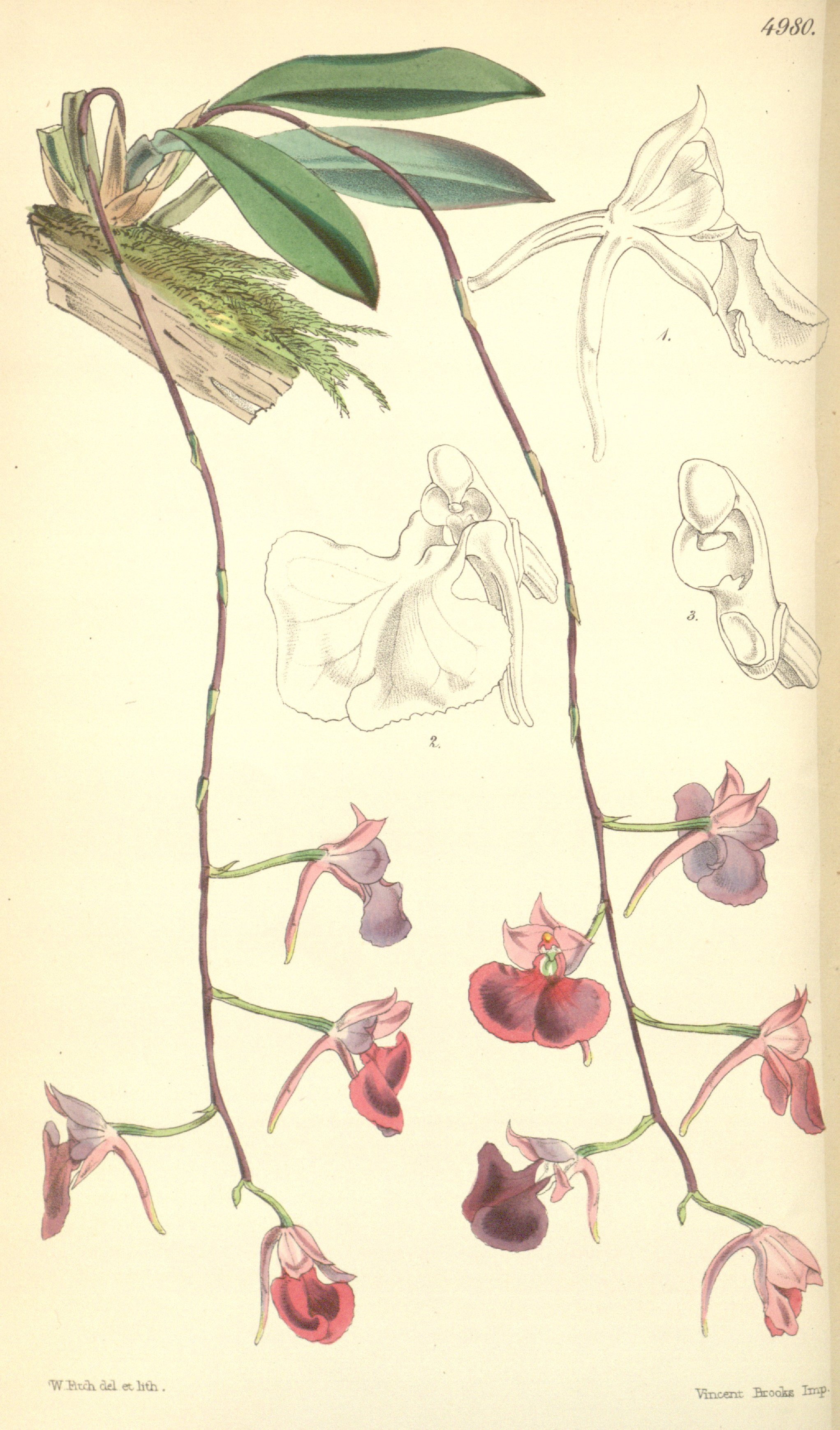
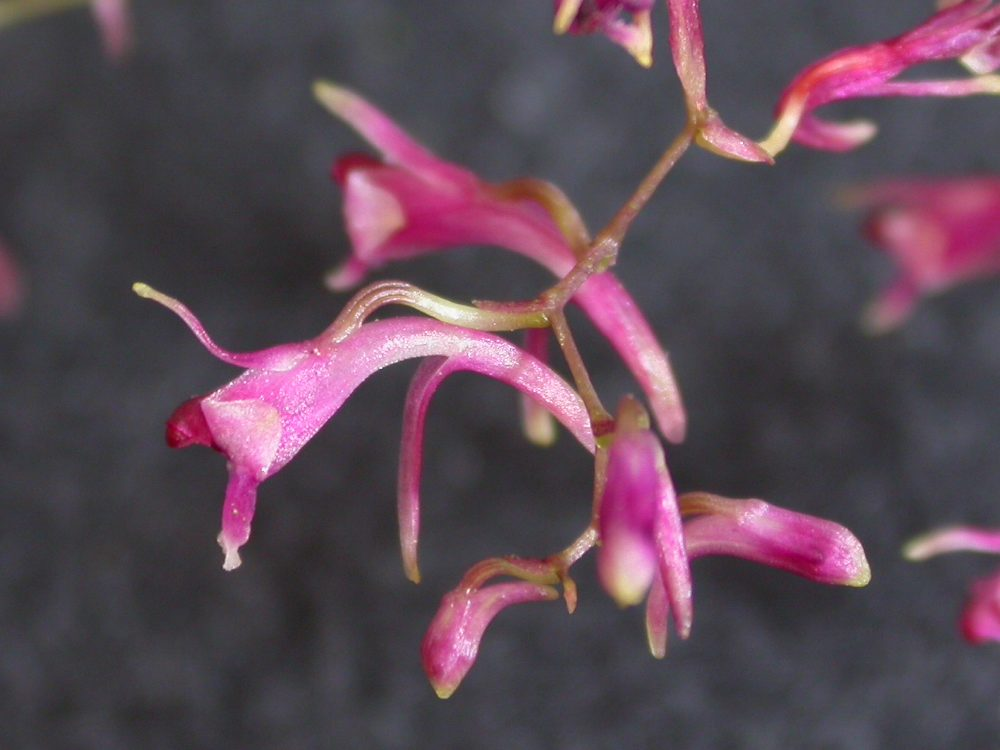
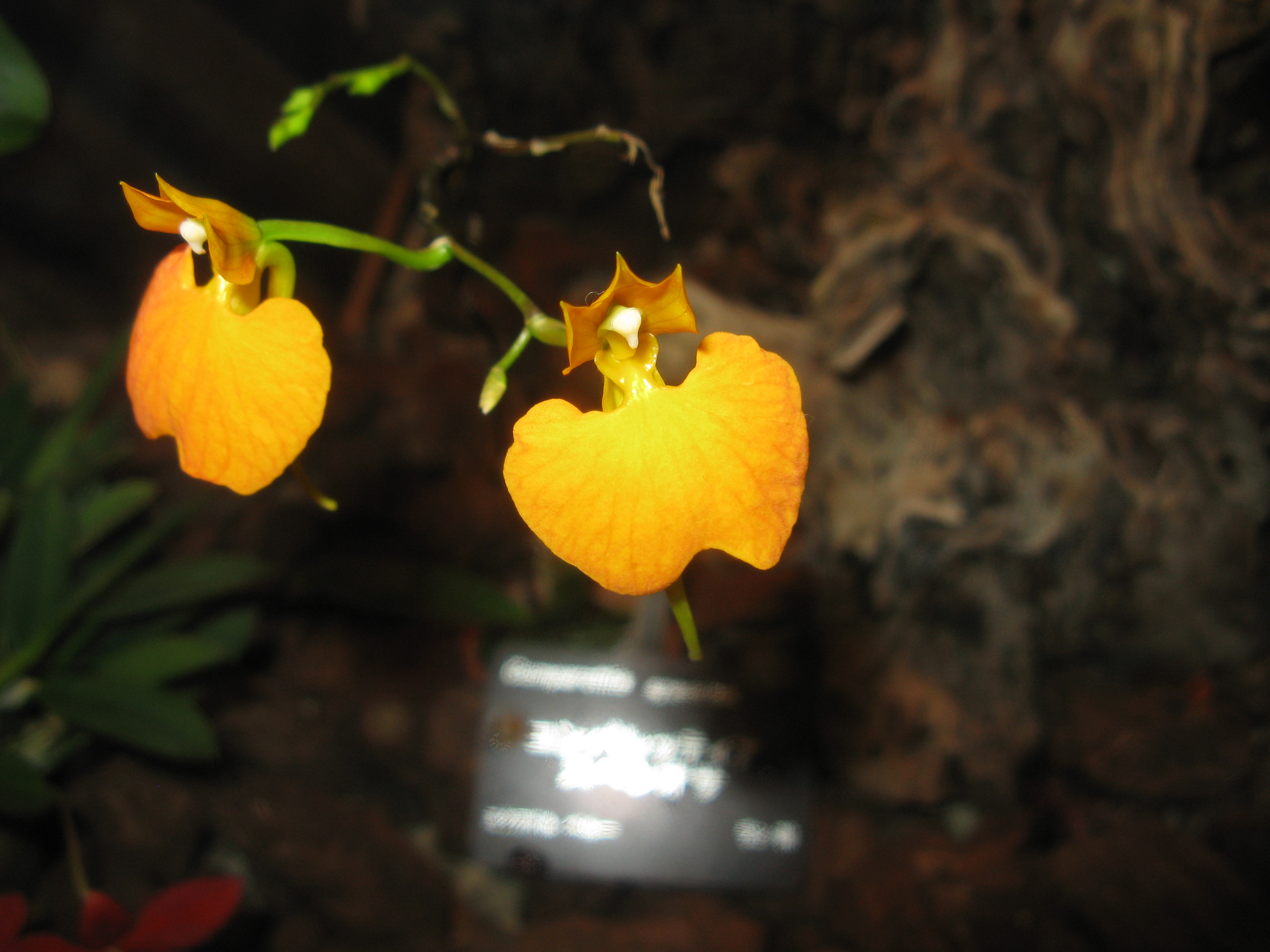
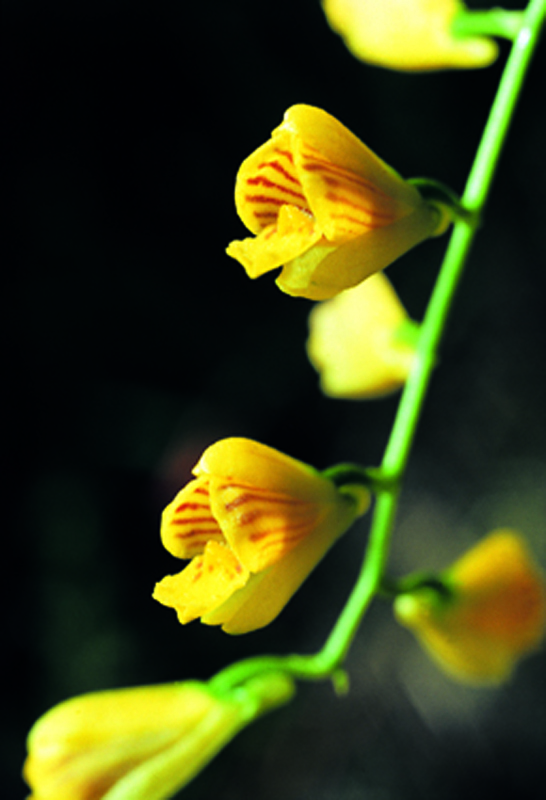

## Dottertaxa tillComparettia, i alfabetisk ordning[1]
- Comparettia acebeyae
- Comparettia amboroensis
- Comparettia aurea
- Comparettia auriculata
- Comparettia barkeri
- Comparettia bennettii
- Comparettia blankei
- Comparettia brevis
- Comparettia campoverdei
- Comparettia carinata
- Comparettia chiribogae
- Comparettia coccinea
- Comparettia coimbrae
- Comparettia corydaloides
- Comparettia crucicornibus
- Comparettia delcastilloi
- Comparettia ecalcarata
- Comparettia embreei
- Comparettia equitans
- Comparettia escobariana
- Comparettia falcata
- Comparettia frymirei
- Comparettia gentryi
- Comparettia granizoi
- Comparettia hauensteinii
- Comparettia heterophylla
- Comparettia hirtzii
- Comparettia ignea
- Comparettia jamiesonii
- Comparettia janeae
- Comparettia kerspei
- Comparettia kroemeri
- Comparettia langkastii
- Comparettia langlassei
- Comparettia larae
- Comparettia latipetala
- Comparettia limatamboensis
- Comparettia luerae
- Comparettia macroplectron
- Comparettia maloi
- Comparettia markgrafii
- Comparettia micrantha
- Comparettia minuta
- Comparettia mirthae
- Comparettia moroniae
- Comparettia neudeckeri
- Comparettia newyorkorum
- Comparettia oliverosii
- Comparettia ottonis
- Comparettia pacensium
- Comparettia palatina
- Comparettia paniculata
- Comparettia papillosa
- Comparettia paraguaensis
- Comparettia penduliflora
- Comparettia peruvioides
- Comparettia portillae
- Comparettia pulchella
- Comparettia rauhii
- Comparettia romansii
- Comparettia rubriflora
- Comparettia saccata
- Comparettia schaeferi
- Comparettia seegeri
- Comparettia serrilabia
- Comparettia sillarensis
- Comparettia sotoana
- Comparettia speciosa
- Comparettia splendens
- Comparettia stenochila
- Comparettia thivii
- Comparettia topoana
- Comparettia tuerckheimii
- Comparettia tungurahuae
- Comparettia variegata
- Comparettia vasquezii
- Comparettia williamsii
- Comparettia wuerstlei